# Emilio Isierte
Emilio José Isierte Aguilar (Amposta, Tarragona, España, 13 de noviembre de 1963) es un exfutbolista español que jugaba de portero.

## Trayectoria
Se formó como jugador en las categorías inferiores de la U. E. Rapitenca hasta que, en su etapa como juvenil, se incorporó a la cantera del C. D. Castellón. Pasó a formar parte de la plantilla del primer equipo en la temporada 1985-86 y debutó en Segunda División el 1 de marzo de 1986 durante un encuentro contra el C. D. Málaga disputado en el estadio de Castalia. En 1987 fue cedido por una campaña al C. D. Burriana, de Tercera División, y a su regreso al equipo albinegro, en la campaña 1988-89, consiguió un ascenso a Primera División. Tras militar durante dos temporadas en la máxima categoría, el Castellón descendió y Emilio fue traspasado al Real Sporting de Gijón a cambio de 80 millones de pesetas.
En su primera temporada en el Sporting, la 1991-92, estableció el récord de imbatibilidad de un guardameta del club en Primera División, tras mantenerse durante 697 minutos sin encajar un gol. El encargado de romper la racha fue Miguel Pardeza, al anotar un penalti en el minuto 67 de un encuentro ante el Real Zaragoza disputado en el estadio El Molinón, después de siete jornadas en las que el conjunto rojiblanco no recibió goles en contra. Además, en esa campaña también debutó en la Copa de la UEFA; en el encuentro de vuelta de la primera eliminatoria, que tuvo lugar en Estambul contra el Partizán de Belgrado, detuvo dos lanzamientos en la tanda de penaltis contribuyendo a la clasificación del Sporting para los dieciseisavos de final. En esa ronda, sin embargo, el equipo fue eliminado de la competición por el Steaua de Bucarest. Para la temporada 1992-93 fue cedido al R. C. D. Español, equipo con el que cosechó otro descenso a la categoría de plata después de caer derrotados ante el Real Racing Club de Santander en la promoción.
Regresó al Sporting en la campaña 1993-94, en la que disputó veinte partidos, y al finalizar la misma fichó por la U. E. Lleida de Segunda División. En su primera temporada con el club catalán disputó la promoción de ascenso a la máxima categoría, precisamente ante su exequipo, el Sporting de Gijón, aunque no consiguieron ascender finalmente. Después de jugar otras tres campañas con el Lleida decidió regresar al Castellón, donde abandonó la práctica del fútbol al concluir el curso 1999-2000, tras disputar sus dos últimos años como profesional en Segunda División B. El 12 de agosto de 2000 fue homenajeado en la ciudad de Castellón de la Plana con un encuentro celebrado entre los dos últimos equipos a los que defendió.

### Tras su retirada
Después de finalizar su etapa como jugador siguió vinculado al C. D. Castellón como segundo entrenador y preparador de porteros hasta que el club decidió prescindir de sus servicios en junio de 2009. No obstante, en 2011 regresó al equipo albinegro para desempeñar idénticas funciones. Desde 2013 pasó a integrar el cuerpo técnico del entrenador José Luis Oltra, también como ayudante y entrenador de guardametas, en su andadura por el R. C. D. Mallorca —temporada 2013-14—, el R. C. Recreativo de Huelva —temporada 2014-15—, el Córdoba C. F. —temporadas 2015-16 y 2016-17— y el Granada C. F. —temporada 2017-18.

## Clubes
| Club                   | País   | Año       |
| ---------------------- | ------ | --------- |
| C. D. Castellón        | España | 1985-1987 |
| C. D. Burriana         | España | 1987-1988 |
| C. D. Castellón        | España | 1988-1991 |
| Real Sporting de Gijón | España | 1991-1992 |
| R. C. D. Español       | España | 1992-1993 |
| Real Sporting de Gijón | España | 1993-1994 |
| U. E. Lleida           | España | 1994-1998 |
| C. D. Castellón        | España | 1998-2000 |